# Bom Sucesso (Figueira da Foz)
Bom Sucesso é uma povoação portuguesa sede da Freguesia de Bom Sucesso do Município da Figueira da Foz, freguesia com 60,36 km² de área e 1832 habitantes (censo de 2021), tendo, por isso, uma densidade populacional de 30,4 hab./km².
Situada no extremo setentrional do Município da Figueira da Foz, a Freguesia do Bom Sucesso tem sido designada como a mais típica freguesia do município.

## História

### Formação na antiguidade
A formação relativamente recente desta freguesia por ato de autonomia em relação à antiquíssima de Quiaios, induz por si a antiguidade do povoamento de Bom Sucesso. Toda a área está intimamente ligada às conquistas e reconquistas de Coimbra e Montemor, entre os séculos XI e XI.

### Criação da autarquia século XX
Face ao aumento demográfico registado na primeira metade do século XX, os habitantes da região do Bom Sucesso começaram a formar no seu espírito a ideia de criação de uma paróquia própria. Os anseios religiosos da população e a vontade de se conseguir a independência eclesiástica em relação a Quiaios estiveram na base da constituição, em 23 de Dezembro de 1936, da paróquia eclesiástica de Bom Sucesso, embora ainda na dependência do pároco de Quiaios pois, só em 1960 foi apresentado o pároco próprio pelo bispo de Coimbra.
Em 1961, um grupo de moradores começou a pensar na ideia de se desvincularem totalmente da freguesia de Quiaios, lançando as bases para a criação de uma autarquia própria, a qual foi criada, por aprovação final unânime da Assembleia da República, apenas em 1985, no dia 13 de Julho.
Duas personagens que marcaram a história desta freguesia foram o Sr. Elísio Tocha e o Sr. Henrique Azenha Matias. Este último destacou-se por ter sido o 1º presidente da Junta de freguesia de Bom Sucesso, já o “Tio Elísio”, nome pelo qual era chamado carinhosa e venereamente, destacou-se pela atividade profissional que exerceu, a atividade de Ervanário. A falta de médicos na região levou a que toda a população a ele recorresse, tendo a sua casa se transformado quase num Hospital, consultório médico, creche para crianças desamparadas e refúgio para os que sofressem de males físicos ou psíquicos. Dedicou também os últimos anos da sua vida à luta pela autonomia civil, tendo mesmo criado a Bandeira da sua terra que transportava orgulhosamente quando havia feiras e romarias, gritando o nome do Bom Sucesso, com voz rouca e trémula, pela emoção. Mas, viria a falecer sem ver consumado o maior sonho da sua vida.

## Demografia
A freguesia de Bom Sucesso tem cerca de 3500 indivíduos residentes, estando distribuídos da seguinte forma pelos diversos grupos etários: Crianças constituem cerca de 10%, Adolescentes cerca de 10%, Adultos 50% e idosos 30%. Quanto ao n.º de eleitores recenseados, estes são cerca de 2036. Em relação à percentagem de migração, pode-se referir que a percentagem de emigração ronda os 30% e a de imigração ronda os 1%. 

### A importância da agricultura e turismo
Os habitantes desta freguesia têm-se dedicado principalmente à criação do gado e produção do leite, predominando aqui o setor primário. Embora outrora esta região tivesse sido constituída por dunas e pântanos, atualmente é constituída por terrenos razoavelmente produtivos, sendo necessária uma renovação constante de esforços nas múltiplas tarefas de fertilização dos solos.
Deve ser realçado o facto de, devido à localização desta freguesia, os seus habitantes tenderem apenas a pernoitar aqui, sendo o seu local de trabalho na sede do município, noutras freguesias ou até nos municípios que se encontram na fronteira com o da Figueira da Foz.
Dentro do setor secundário também se verifica a existência de alguma atividade nesta freguesia e, ao nível do setor terciário, há fortes potencialidades para o seu desenvolvimento, nomeadamente ao nível do turismo, lazer e recreio.
A freguesia foi criada pela Lei nº 122/85, de 4 de outubro, com lugares desanexados da freguesia de Quiaios (Fonte: INE).

## Demografia
A população registada nos censos foi:
| Distribuição da população por grupos etários | Distribuição da população por grupos etários | Distribuição da população por grupos etários | Distribuição da população por grupos etários | Distribuição da população por grupos etários |
| -------------------------------------------- | -------------------------------------------- | -------------------------------------------- | -------------------------------------------- | -------------------------------------------- |
| Ano                                          | 0-14 Anos                                    | 15-24 Anos                                   | 25-64 Anos                                   | > 65 Anos                                    |
| 2001                                         | 296                                          | 262                                          | 1068                                         | 380                                          |
| 2011                                         | 241                                          | 208                                          | 1107                                         | 577                                          |
| 2021                                         | 159                                          | 161                                          | 885                                          | 627                                          |

## Localidades
A freguesia do Bom Sucesso tem uma área de cerca de 60,94 km², distribuídos por 13 localidades: Arneiro de Sazes, Bom Sucesso, Camarção, Castanheiro, Gestinha, Lomba do Pau, Lomba do Poço Frio, Loureiros, Marianas, Martinhas, Morros, Pedros e Regateiros. Faz fronteira com as freguesias de Quiaios (sul), com a de Moinhos da Gândara e de Ferreira-a-Nova (Nascente), com o Município de Cantanhede (Norte) e com o Oceano Atlântico (Poente).

### Lugares
- Arneiro de Sazes
- Bom Sucesso
- Camarção
- Castanheiro
- Gestinha
- Lomba de Pau
- Lomba do Poço Frio
- Loureiros
- Marianas
- Martinhas
- Morros
- Pedros
- Regateiros

In Junta de Freguesia do Bom Sucesso

## Locais de interesse
Realçando-se, do ponto de vista paisagístico, a Lagoa da Vela, situada junto das Matas Nacionais, com cerca de 2 km de comprimento, 300 m de largura e 5 m de profundidade, constitui um esplêndido espaço de Lazer, onde se pode contemplar a sua abundante fauna e flora aquáticas e até fazer um pouco de exercício físico no seu circuito de manutenção. Se se deixar fascinar pela sua beleza pode perder a noção do tempo. Mas, não tem que se preocupar com a procura de espaços de restauração e bebidas, pois, para além de parques de merendas, junto da Lagoa da Vela tem à sua disposição – Vela Swing Restaurante, Nenúfar Bar.
Para além dos dois espaços de restauração e bebidas acima mencionados, na freguesia pode-se ainda encontrar outros estabelecimentos, localizados principalmente ao longo da E. N. 109.

### A Igreja Paroquial de Bom Sucesso
Do Património destaca-se a Igreja Paroquial de Bom Sucesso, edificada em 1771, a qual resultou da ampliação de uma antiga capela, onde se venerava a Nossa Senhora dos Remédios e onde eram enterrados os mortos da povoação. Em 1981 a capela ficou com a figuração e medidas atuais e o cemitério passou a ser no exterior. A frontaria da Igreja, do século XIX, apresenta linhas de inspiração setecentista e o interior contém algumas peças de interesse. Junto da Igreja foi construída, em 1998, a Casa Mortuária construída com ajuda e dinheiro do povo.

### Moinhos de vento
Ligados à história do Bom Sucesso estão os Moinhos de vento, os quais quase desapareceram por completo, tendo atualmente a Junta de Freguesia procedido já à recuperação de dois desses moinhos, um na localidade de Morros e outro no Largo da Feira.

## Origem do nome
O topónimo "Bom Sucesso" teve a sua origem no facto de antigamente se acreditar que as águas das lagoas existentes eram "um sucesso", ou seja, eram milagrosas. Conta o povo que estas águas curavam diversas doenças a quem nelas se banhasse e rezasse à Nossa Senhora dos Remédios, padroeira da freguesia. Os seus remédios eram tomados como a bênção da Senhora nas águas das fontes existentes em Bom Sucesso.

## Brasão
O brasão da freguesia simboliza as principais características da freguesia. A armação de moinho representa os moinhos que largas décadas caracterizaram a economia e o estilo de vida dos habitantes; pés de milho simbolizam o carácter rural; as ondas representa um dos locais de grande interesse nomeadamente a Lagoa da Vela e a Lagoa da Salgueira.

## Festas e romarias
A 15 de Agosto, realiza-se a Festa de Nossa Senhora dos Remédios, padroeira da freguesia, durante a qual se realiza a comunhão das crianças. Nesta festa foi recuperada a tradição das fogaças, as quais eram feitas a partir de barcos de madeira onde eram colocados frangos assados, chouriços, pão grande e doce, rosquilhas, línguas de gato, freiras (pipocas), laranjas e vinho. As fogaças eram colocadas à cabeça das mulheres e levadas ao longo da procissão e no final vendidas em leilão, sendo depois comidas no recinto da festa. A festa é organizada por uma comissão que é nomeada todos os anos.
A Matança do porco, o Cepo de Natal e de Ano Novo, a “Serra a Velha”, o pedido de “Rantoná” – Casamento, a desfolhada e a Visita pascal constituem outras tradições desta freguesia.
Era realizada no fim de Outubro, ou seja, no início do Inverno, de preferência na época de geada e Quarto Crescente, isto para conservar melhor a carne, a qual era salgada e/ou enfumeada. Na véspera da matança as casas eram lavadas e esfregadas, colocando-se depois um “braçado” de palha de arroz no chão para as casas estarem mais quentes. Pela manhã o dono da casa aquecia a água no caldeirão no meio do pátio. Depois chegavam as pessoas que iam ajudar a matar o porco, normalmente eram os familiares e começaram os preparativos com o “mata bicho” a todos, de seguida agarrava-se o porco, atava-se no carro de bois (inclinado) e era sangrado. Ao pequeno-almoço, comia-se bacalhau assado na brasa, o sangue de porco frito e febras assadas. Quanto ao almoço comia-se a sopa de grão-de-bico, as batatas assadas com bacalhau, as filhós, o arroz doce e os frutos secos. À tarde comia-se caldeirada com batatas com a pele e o jantar era composto por galinha assada no forno, castanhas assadas, línguas de gato, beijinhos e outros doces tradicionais.
A “Serra a Velha”, era uma tradição semelhante ao “cantar das janeiras”, a diferença residia no facto de se cantarem “maldizeres” às pessoas mais idosas, serrando-se o buraco do gato na porta da cozinha, até a pessoa se aborrecer e “correr” com o pessoal. Realizava-se a uma Quarta-feira, normalmente a meio do período entre o Carnaval e a Páscoa, correspondendo assim ao mês de Março.
A desfolhada do milho era feita muitas vezes, não de dia, mas de noite, porque de dia fazia muito calor e assim optava-se pelo luar de Agosto, juntando-se as pessoas nos quintais. Quando as espigas estavam secas, as pessoas juntavam-se aos pares.
No casamento, o noivo, a noiva e seus convidados apenas se encontravam na Igreja, depois de celebrado o casamento os convidados da noiva iam comer a casa do noivo, de seguida iam todos levar a noiva a sua casa e aí comiam os convidados do noivo, ficando os noivos separados até à noite. Quando iam buscar a noiva, à noite, tinha-se que pedir a noiva para o noivo aos padrinhos (esta situação era a “Seca”), onde por vezes se começava por ajustar contas e acusações do passado mas, tudo acabava em bem e os padrinhos do noivo tentavam descobrir a noiva, que estava escondida. Findo isto ia-se à morada dos noivos partir o bolo, sendo servido com um cálice de vinho do Porto. Antes disto, os convidados colocavam as suas ofertas em cima de uma mesa, a descoberto, notando-se alguma rivalidade entre os que tinham mais e os que tinham menos posses. À noite, principalmente no seio das casas mais ricas, os mais pobres aproveitavam para pedir a “Rantona”, que era uma cabaça com vinho.
A feira dos 22 era uma feira popular mensal onde eram comercializados cereais, roupas e, na década de 1940 e década de 1950, gado. Foi organizada pelo Sr. Elísio Tocha e acabou por sucumbir na década de 1960 mas, foi reaberta pela de Junta de Freguesia no ano de 2003. Este recinto inaugurado em 2003 possui uma excelente área alcatroada, ladeado por áreas comerciais de apoio tal como; bar, restaurantes sapataria, papelaria, loja de utilidades domesticas, multibanco, parque infantil, talhos etc.… não esquecendo um imponente moinho de vento.
Os jogos tradicionais eram a malha, o pião, a “Maria que faz”, o lencinho e o “Chapéu do Tio António”. Quanto aos três últimos jogos, as raparigas solteiras juntavam-se no arneiro, começavam estes jogos e depois os rapazes apareciam para jogarem também e aproveitavam esta altura para namoriscar.